# Richard Cutts

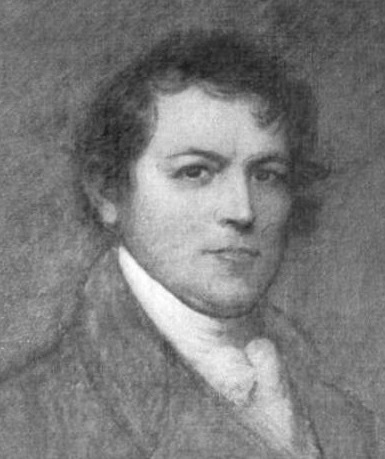
Richard Cutts

Richard Cutts (* 28. Juni 1771 in Cutts Island, Saco, Province of Massachusetts Bay; † 7. April 1845 in Washington, D.C.) war ein US-amerikanischer Politiker. Zwischen 1801 und 1813 vertrat er den Bundesstaat Massachusetts im US-Repräsentantenhaus.

## Werdegang
Cutts war der Sohn des Kaufmanns Thomas Cutts und seiner Frau  Elizabeth Scammon, und ein Vetter von Charles Cutts. Der im heutigen Maine geborene Richard Cutts besuchte sowohl öffentliche als auch private Schulen, darunter die Phillips Academy in Andover. Danach studierte er bis 1790 an der Harvard University. Er wurde in der Seefahrt und im Handel tätig. Außerdem studierte er Jura. Er war Mitglied der Ende der 1790er Jahre von Thomas Jefferson gegründeten Demokratisch-Republikanischen Partei. In den Jahren 1799 und 1800 saß er als Abgeordneter im Repräsentantenhaus von Massachusetts. Nach dem Zensus von 1820 war er Sklavenhalter. Außerdem tauschte seine Frau Anna mit ihrer Schwestern Dolley Madison Briefe über die hohen Kosten aus, geeignete Hausmädchen zu kaufen (800–900 $). Cutts und Anna Payne, Tochter des Plantagenbesitzers John Payne und dessen Frau Mary Coles, hatten sieben Kinder.
Bei den Kongresswahlen des Jahres 1800 wurde Cutts im 14. Wahlbezirk von Massachusetts in das US-Repräsentantenhaus in Washington gewählt, wo er am 4. März 1801 die Nachfolge von George Thatcher antrat. Nach fünf Wiederwahlen konnte er bis zum 3. März 1813 sechs Legislaturperioden im Kongress absolvieren. Im Jahr 1812 wurde er nicht bestätigt. Während seiner Zeit als Kongressabgeordneter wurde im Jahr 1803 durch den von Präsident Thomas Jefferson getätigten Louisiana Purchase das Staatsgebiet der Vereinigten Staaten beträchtlich erweitert. Im Jahr 1804 wurde der zwölfte Verfassungszusatz ratifiziert. Cutts erlebte den Beginn des Britisch-Amerikanischen Krieges von 1812 als Kongressabgeordneter.
Zwischen 1813 und 1817 war Cutts als Superintendent General für den militärischen Nachschub zuständig. Zwischen 1817 und 1829 war er Revisor (Second Comptroller) beim US-Finanzministerium. Er starb am 7. April 1845 in der Bundeshauptstadt Washington.